# 丹尼·哥連斯
丹尼爾·劉易斯·哥連斯（英語：Daniel Lewis Collins，1980年8月6日—），是出生於英格蘭的威爾斯足球運動員，司職中堅，但他可以踢左閘。目前效力英格蘭足球乙級聯賽球會甘士比。

## 生平

### 球會
車士打
丹尼·哥連斯於2001年12月加盟車士打。在車士打的三個球季，他共上陣70次。他被外借至時由前鋒轉型成後衛，並協助球隊在英格蘭足總盃淘汰。在2003/04年球季，丹尼·哥連斯協助車士打贏得冠軍，全季只缺陣一次，四年來重返英格蘭足球聯賽。在2004/05年球季，丹尼·哥連斯在對聯賽中在補時階段射入致勝一球，為球隊取得球季首場勝利。
新特蘭
2004年10月，丹尼·哥連斯以六位數字加盟新特蘭，初期用作後衛、的替備。在加盟首個球季，丹尼·哥連斯上陣14次，取得英冠冠軍及首次為威爾斯國家隊上陣。在2006/07年球季，他成了新特蘭正選後衛，但在對的比賽中表現差，失去正選位置。直至上任，才再次爭取到上陣機會。在2007/08年球季，丹尼·哥連斯在季初婉拒狼隊轉會，並成功成為新特蘭正選左閘。在2007年12月15日對的比賽中雖在補時階段射入，但球證誤判令球隊被迫和。丹尼·哥連斯要到2008年4月5日對作客的比賽中才能為新特蘭取得首個入球。丹尼·哥連斯成了2008年新特蘭球迷推選年度最佳球員。
史篤城
雖然在2009/10年球季首兩場比賽獲委任為新特蘭的隊長，丹尼·哥連斯於2009年9月1日以275萬英鎊被賣到史篤城。
2011年9月9日丹尼·哥連斯獲借用到英冠葉士域治3個月，上陣10場後，於11月中國際賽中斷期間請假1週返回斯托克照顧女友及新生嬰兒，借用期因此順延至12月17日才結束，前後合共上陣16場並有3球進帳。2012年3月9日丹尼·哥連斯再獲借用到另一支英冠球隊韋斯咸直至球季結束。
諾定咸森林
2012年7月26日丹尼·哥連斯轉投英冠球會諾定咸森林，沒有透露轉會費。
2019年球季後，哥連斯在英格蘭足球乙級聯賽球會甘士比宣佈退役
。

## 榮譽

### 球隊
新特蘭
- 英格蘭足球冠軍聯賽冠軍：2004/05年、2006/07年；

車士打
- 英格蘭足球議會全國聯賽冠軍：2003/04年；

### 個人
- 新特蘭球迷推選年度最佳球員：2008、2009年；

## 外表連結
- 足球数据库：丹尼·哥連斯的球员统计数据
- 丹尼·哥連斯新特蘭官方球員介紹（页面存档备份，存于）
- 車士打：丹尼·哥連斯去了那裡（页面存档备份，存于）